# Osjorsk (Kaliningrad)
Osjorsk (russisch Озёрск für „Stadt am See“), deutsch Darkehmen (1938–1946 Angerapp, litauisch Darkiemis, polnisch Darkiejmy), ist eine Kleinstadt im Süden der russischen Oblast Kaliningrad.
Die Stadt ist das administrative Zentrum des Rajons Osjorsk und Verwaltungssitz der kommunalen Selbstverwaltungseinheit Stadtkreis Osjorsk.

## Geographische Lage
Die Stadt liegt in der historischen Region Ostpreußen am Fluss Angerapp (Angrapa), etwa 30 Kilometer südöstlich der Stadt Insterburg (Tschernjachowsk).

## Geschichte

Darkehmen ostsüdöstlich der Stadt Königsberg i. Pr. und südöstlich der Stadt Insterburg auf einer Landkarte von 1908

In einer Urkunde des Jahres 1615 wird erwähnt, dass das Krugrecht in Dorekheim (Darkehmen) am 30. November 1604 von einem Hans Lengnick erworben wurde. Der Ortsname lautete 1539 Dargekeyem und bezieht sich auf die Feuchtigkeit der Angerapp. Er leitet sich von prußisch „dargis“ und „caymis, kaims“ ab und bedeutet wörtlich „das regnerische Dorf“. In der Nähe befand sich eine prußische Wehrschanze sowie an der Straße nach Insterburg eine heidnische Kultstätte, der sogenannte „Potrimpos-Berg“. Am „Dreigötterkrug“ waren als Wirtshausschilder die drei prußischen Hauptgötter Perkunos, Potrimpos und Patolos aufgehängt. Der Ort lag an einem verkehrsmäßig günstig gelegenen Übergang über die Angerapp. 1615 wurde die erste Kirche, ein Fachwerkgebäude, errichtet. Die erste Schule für Darkehmen entstand 1706. Durch königliches Patent vom 10. Januar 1726 erhielt Darkehmen Stadtrecht.
Mitte des 18. Jahrhunderts war das alte Kirchengebäude so baufällig geworden, dass es 1752 abgerissen werden musste. Aus seinen Steinen erbaute man eine neue Kirche, die am 15. September 1754 eingeweiht wurde. Zu dieser Zeit lebten etwa 1000 Einwohner in der Stadt, unter ihnen auch zahlreiche Einwanderer aus dem Salzburger Land, deren Ansiedlung der preußische Staat initiiert hatte. Der Siebenjährige Krieg hinterließ der Stadt einen Schaden von 5911 Talern. 1732 wurde in der Nähe das „Königliche Stutamt“ gegründet, das später zum Hauptgestüt Trakehnen wurde. Am 5. Mai 1777 legten die Darkehmener Bürger den Grundstein für ihr Rathaus, das nach einjähriger Bauzeit fertiggestellt war.

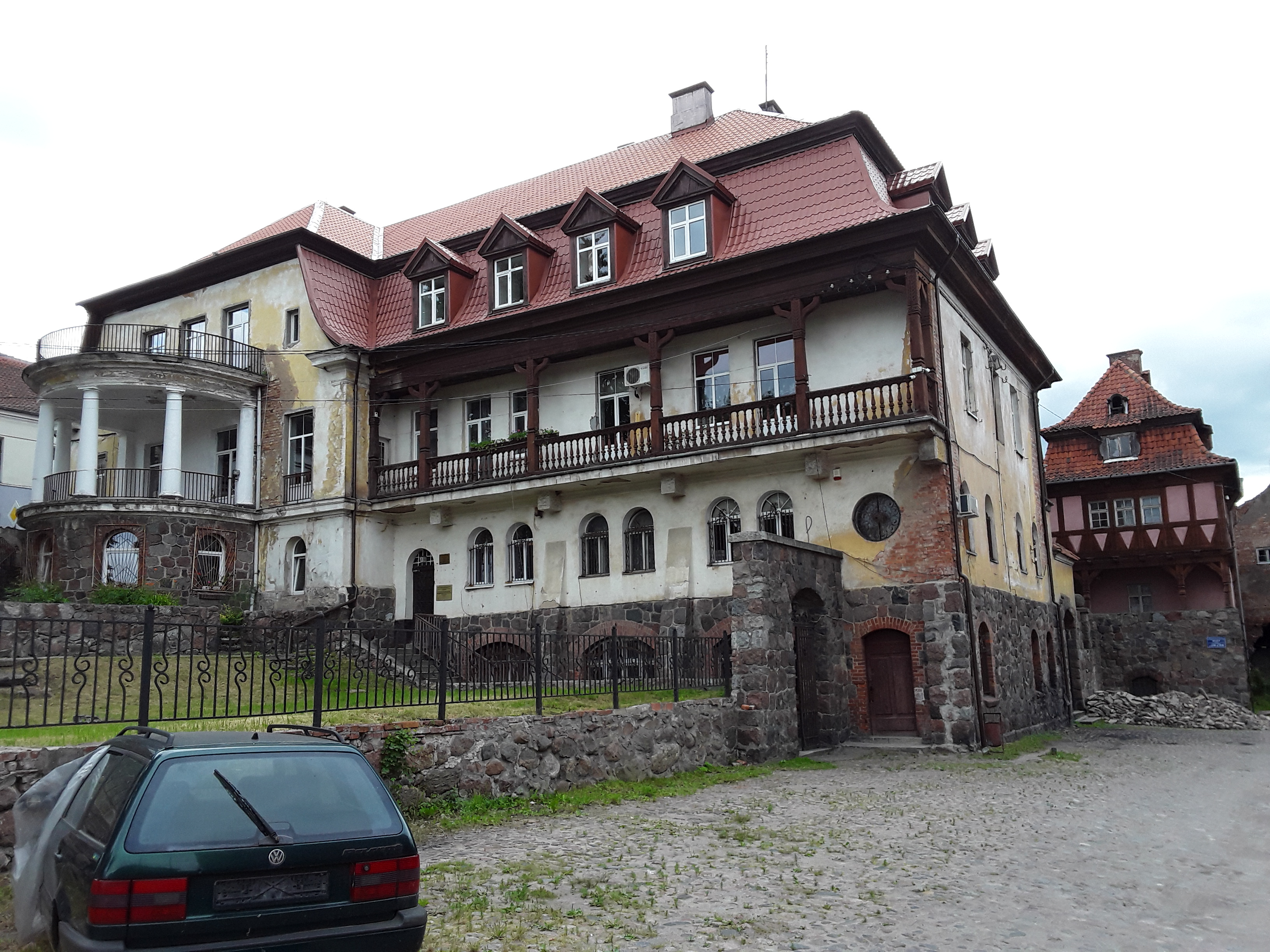
Erhaltene deutsche Bausubstanz im früheren Darkehmen (Angerapp)

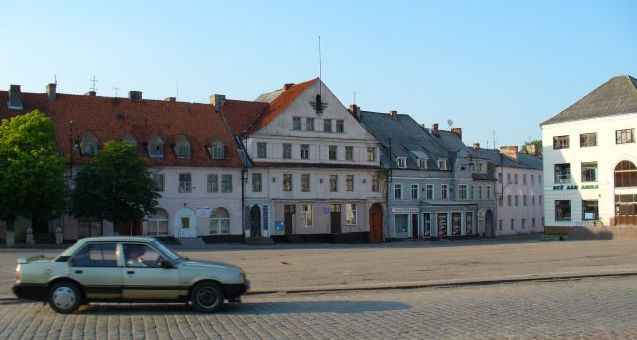
Marktplatz

Aufgrund der preußischen Verwaltungsordnung von 1815 wurde Darkehmen im Jahre 1818 Kreisstadt des gleichnamigen Kreises. Die Einwohnerzahl hatte sich inzwischen auf 2000 erhöht.
1836 musste das Kirchengebäude wegen Baufälligkeit erneut geschlossen werden, der dritte Neubau wurde am 9. Oktober 1842 eingeweiht.
1878 erfolgte der Anschluss an die Eisenbahnstrecke Insterburg–Goldap–Lyck; der Bahnhof für Darkehmen lag allerdings drei Kilometer entfernt in Ströpken (Darkehmen/Angerapp-Ost). Erst 1913 erhielt die Stadt durch die Bahnstrecke Gumbinnen–Angerburg einen eigenen Bahnhof (Darkehmen/Angerapp-West).
Im Jahr 1886 wurde die elektrische Straßenbeleuchtung installiert; es war die erste in ganz Ostpreußen. Das städtische Elektrizitätswerk wurde 1907 gebaut. Am Anfang des 20. Jahrhunderts hatte Darkehmen eine evangelische Kirche, eine Synagoge, Messingwaren- und Maschinenfabrikation, Getreidehandel sowie Vieh- und Pferdemärkte. Darkehmen blieb auch nach dem Aufblühen neuer Industrien zu Beginn des 20. Jahrhunderts vorwiegend eine Ackerbürgerstadt. Auch Tuchmacher- und Mühlenbetriebe sorgten für weitere Arbeitsplätze.

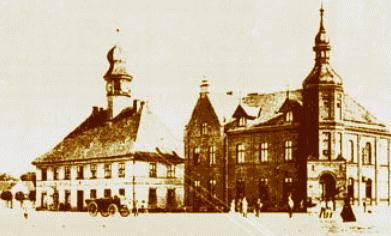
Rathaus und Post um 1910

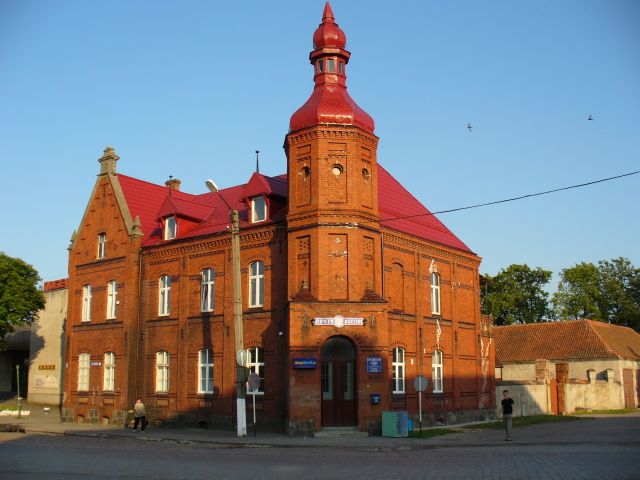
Ehemaliges Postamt

Während des Ersten Weltkrieges musste die Stadt 1914 geräumt werden. Sie wurde am 23. August 1914 von russischen Truppen plündernd und brandschatzend besetzt.
Im Rahmen der nationalsozialistischen Umbenennungsaktion wurde 1938 die Stadt in Angerapp umbenannt. Bei der Volkszählung 1939 wurden 4.336 Einwohner ermittelt.
Im Jahr 1945 gehörte die Stadt zum Landkreis Angerapp im Regierungsbezirk Gumbinnen der Provinz Ostpreußen des Deutschen Reichs.
Während des Zweiten Weltkriegs hatten die Stadtbewohner im Oktober 1944 die Flucht vor der anrückenden sowjetischen Front antreten müssen. Am 22. Januar 1945 wurde die Stadt schließlich von der Roten Armee eingenommen.
Die neue Polnische Provisorische Regierung ging zunächst davon aus, dass die Stadt mit dem gesamten Kreis Darkehmen (Angerapp) unter ihre Verwaltung fallen würde. Im Potsdamer Abkommen (Artikel VI) von August 1945 wurde die neue sowjetisch-polnische Grenze aber unabhängig von den alten Kreisgrenzen anvisiert, wodurch der Ort unter sowjetische Verwaltung kam. Die polnische Umbenennung der Stadt in Darkiejmy im Mai 1946 wurde (vermutlich) nicht mehr wirksam. Im September 1946 erhielt die Stadt den russischen Namen Osjorsk. Die im Krieg stark in Mitleidenschaft gezogenen Bahnstrecken wurden nicht wieder eingerichtet. 1948 wurde auf dem ehemaligen Marktplatz, nun ploschtschad Pobeby (Siegesplatz) genannt, eine Statue aus Eisenbeton von Josef Stalin aufgestellt. Nach dessen Tod wurde sie durch sie durch eine Bronzefigur von Wladimir Iljitsch Lenin ersetzt.
Nach 1950 wurden die beiden Orte Prigorodnoje (Bidszuhnen/Bidenteich) und Setschenowo (Menturren) nach Osjorsk eingemeindet. Von 2008 bis 2014 bestand die städtische Gemeinde Osjorskoje gorodskoje posselenije (ru. Озёрское городское поселение) mit der Stadt Osjorsk und dem Ort Uschakowo. Seither ist Osjorsk Sitz der kommunalen Selbstverwaltungseinheit Stadtkreis Osjorsk, dem sämtliche Orte des Rajons Osjorsk angehören.

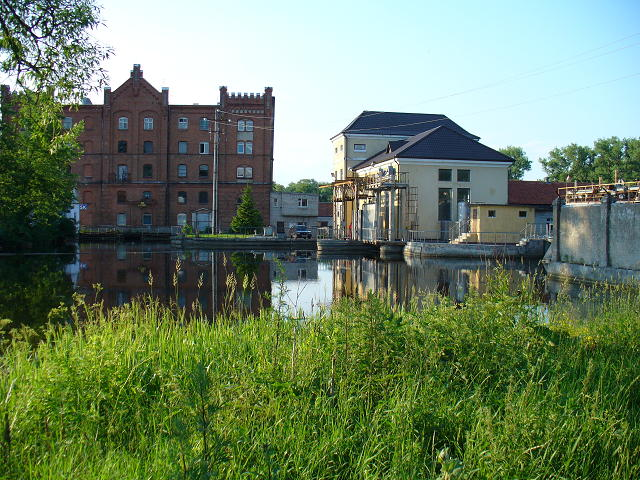
Die Angerapp mit Staustufe in der Stadt

### Demographie

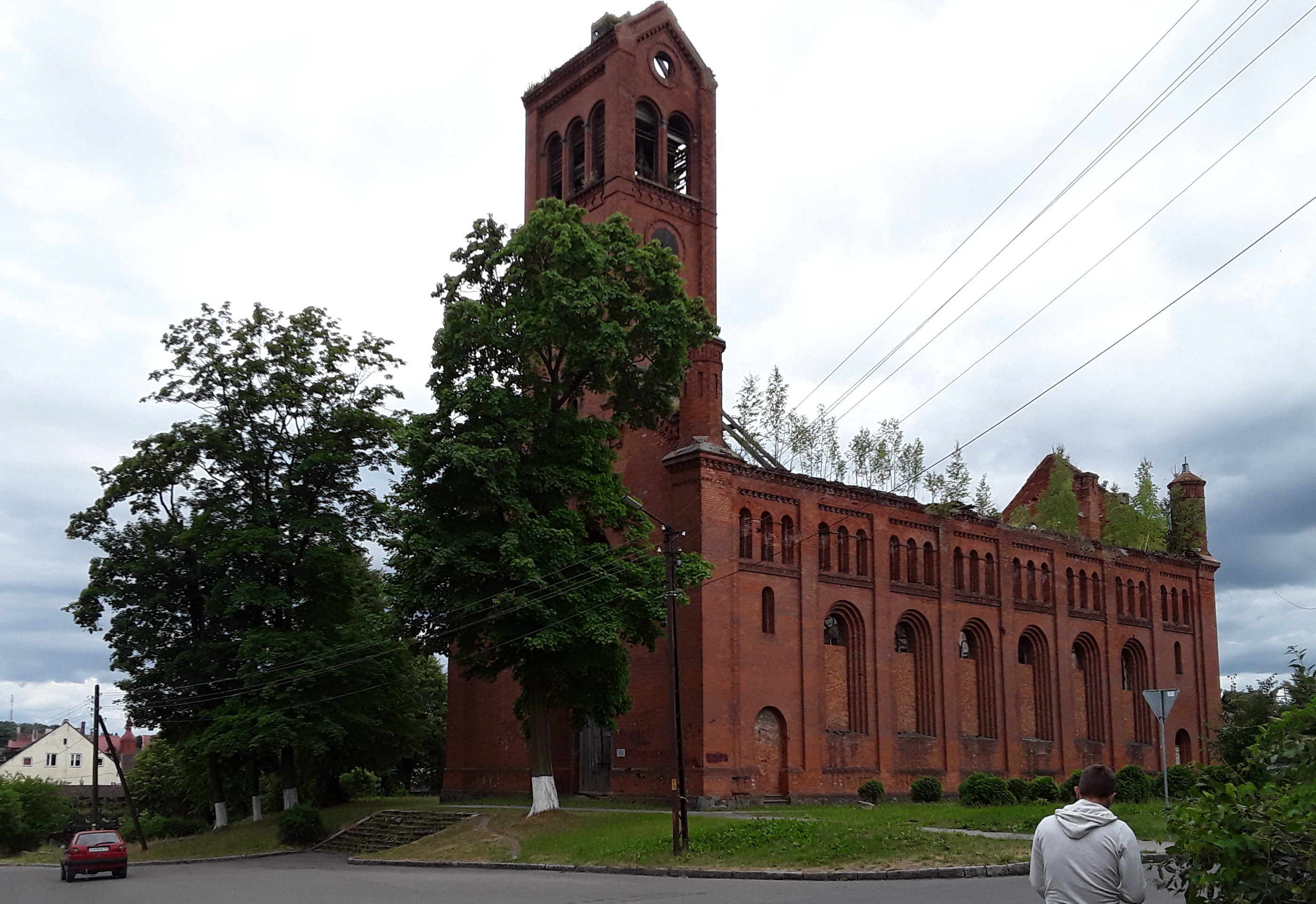
Ehemalige Evangelische Kirche Darkehmen / Angerapp

| Jahr | Einwohner | Anmerkungen                                                                     |
| ---- | --------- | ------------------------------------------------------------------------------- |
| 1754 | ca. 1000  |                                                                                 |
| 1782 | ca. 1600  | ohne die Garnison (eine Schwadron Husaren)                                      |
| 1816 | 1724      | [ 6 ]                                                                           |
| 1831 | 2223      | meist Abkömmlinge französischer und Salzburger Flüchtlinge, in 125 Wohngebäuden |
| 1875 | 2924      | [ 8 ]                                                                           |
| 1880 | 2983      | [ 8 ]                                                                           |
| 1890 | 3448      | [ 8 ]                                                                           |
| 1900 | 3534      | mit der Garnison (ein Infanteriebataillon Nr. 45), meist Evangelische           |
| 1925 | 3375      | [ 8 ]                                                                           |
| 1933 | 3652      | [ 8 ]                                                                           |
| 1939 | 4377      | darunter 163 Katholiken und 64 Juden                                            |

seit 1945
| Jahr | Einwohner | Anmerkungen                                                 |
| ---- | --------- | ----------------------------------------------------------- |
| 1946 | 1500      | im Herbst, vermutlich ein Schätzwert, darunter 340 Deutsche |
| 1947 | 1783      | im Oktober, darunter 148 Deutsche                           |
| 1959 | 3832      |                                                             |
| 1970 | 4517      |                                                             |
| 1979 | 6047      |                                                             |
| 1989 | 6219      |                                                             |
| 2002 | 5801      |                                                             |
| 2010 | 4740      |                                                             |
| 2021 | 4152      |                                                             |

### Historisches Wappen

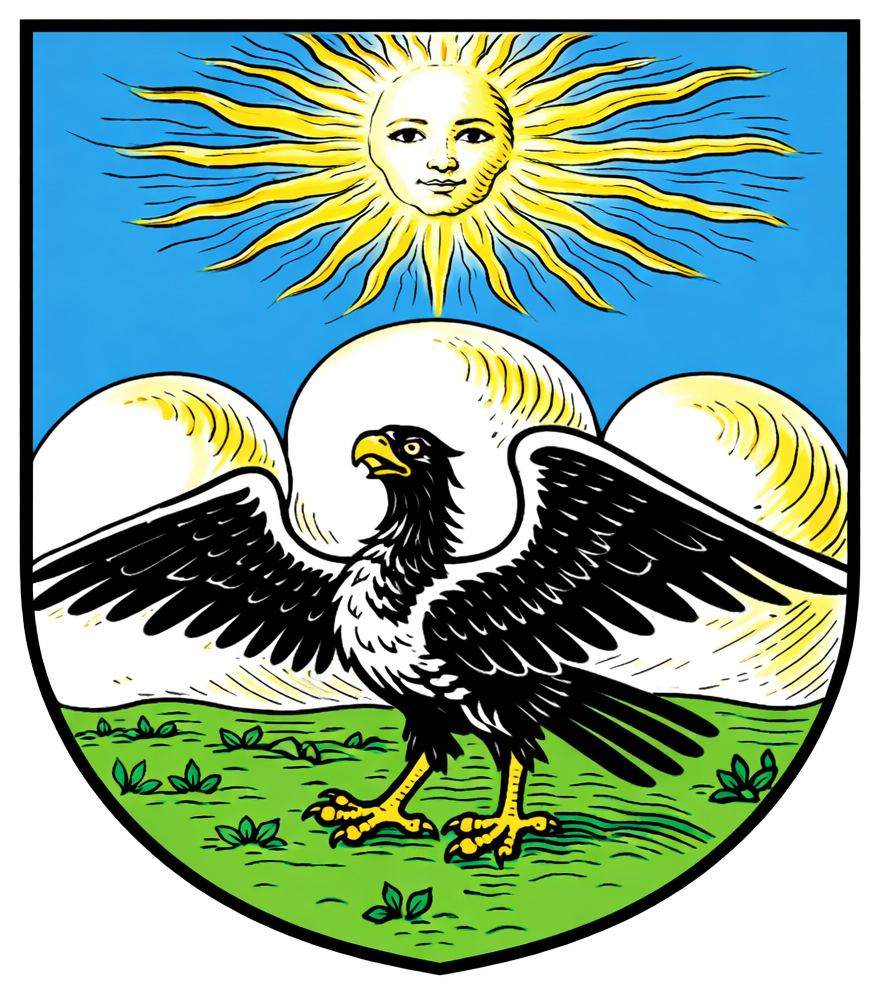
Altes Stadtwappen

Blasonierung: „In Blau auf grünem Boden vor einem silbernen Dreiberg ein flugbereiter, golden bewehrter, schwarzer Adler; darüber die strahlende Sonne.“
Die Stadt wurde 1725 gegründet. Obiges Bild steht in dem dieser Zeit angehörenden SIGILLVM CIVITAT. DARCKEHMEN und im Stadtverordnetensiegel von 1809.

## Kirche

### Russisch-Orthodoxe Kirche
Die meisten heutigen Einwohner in der Region sind heute, sofern konfessionell gebunden, Angehörige der russisch-orthodoxen Kirche. Osjorsk liegt auf dem Territorium der Diözese Kaliningrad und Baltijsk.

### Evangelische Kirche

#### Kirchengebäude

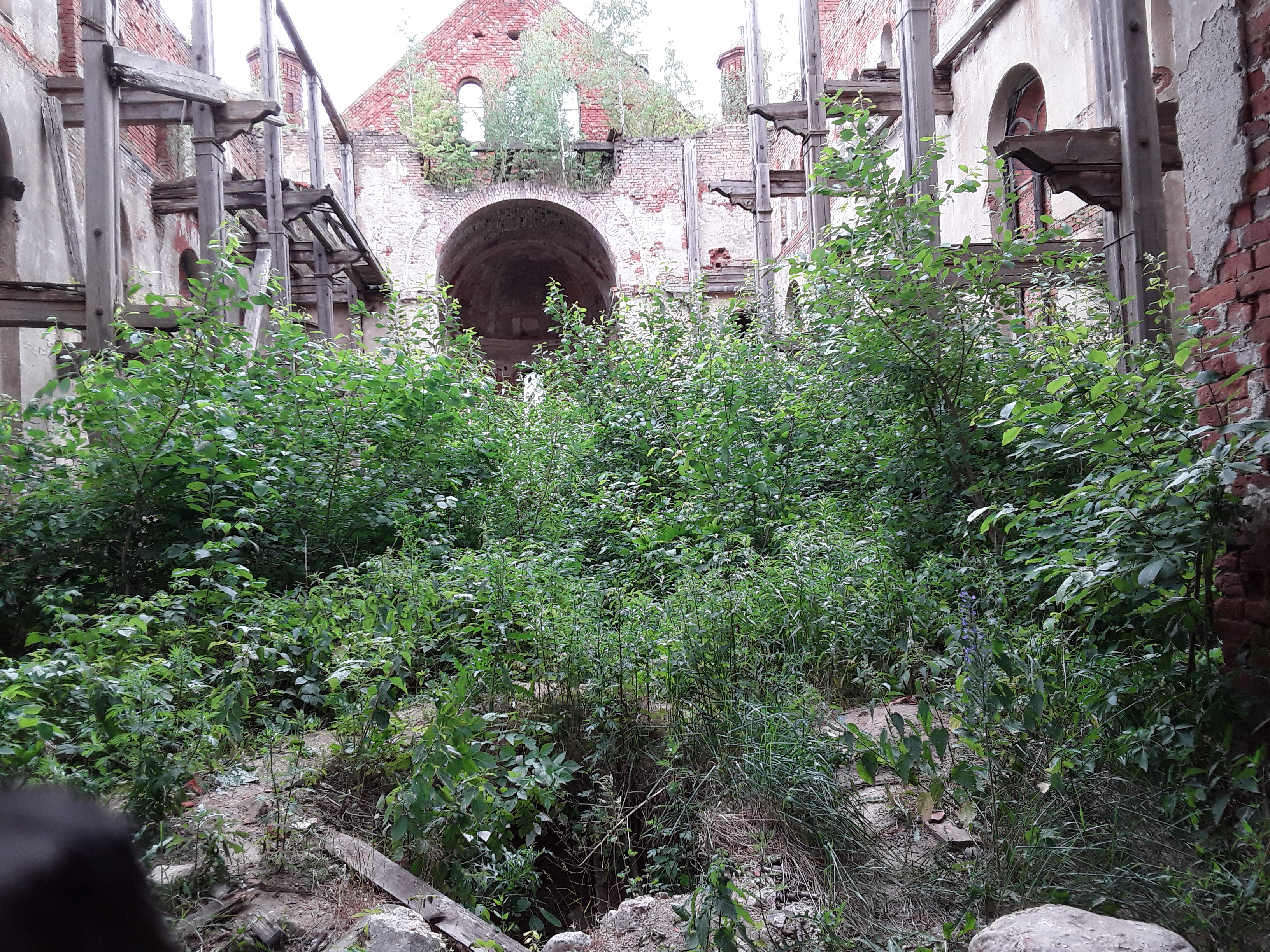
Reste der Kirche

Eine evangelische Kirche gab es in Darkehmen bereits 1615 als Fachwerkgebäude. Sie musste 1752 wegen Baufälligkeit abgerissen werden. Der Neubau wurde am 15. September 1754 eingeweiht. Aber auch dieses Bauwerk hielt nicht lange und wurde ab 1836 durch ein neues ersetzt: ein Gotteshaus im Schinkel-Stil, das am 9. Oktober 1842 in Dienst genommen wurde. 1892 errichtete man den Westturm.
Diese Kirche ist heute noch als Ruine und in stark ramponiertem Zustand erhalten. Der anfangs im Innenraum gelagerte Schutt wurde beseitigt. 1991 wurden die Glocken ausgebaut und sind seitdem unauffindbar. 1994 stürzte das Dach ein. Fenster und Türen fehlen oder sind teilweise zugemauert.
Geblieben war noch bis ins 21. Jahrhundert hinein der Bibelspruch über dem Altar: „Der Gerechte wird seines Glaubens leben“ (Hab 2,4 ).

#### Kirchspiel Darkehmen
Das Kirchspiel Darkehmen ist 1615 entstanden und gehörte bis 1945 zum Kirchenkreis Darkehmen. Wurde die Gemeinde anfangs nur von einem Geistlichen betreut, erhielt sie ab 1796 eine zweite Pfarrstelle („Diakonus“), Ende des 19. Jahrhunderts wurden zusätzlich Hilfsprediger eingesetzt.
Bis 1945 gehörte das Kirchspiel Darkehmen (Angerapp) zur Kirchenprovinz Ostpreußen der Kirche der Altpreußischen Union. In das Kirchspiel waren 41 Orte eingepfarrt, darunter neun Schulorte* (in Klammern die russischen Ortsbezeichnungen):
- Alt Thalau (Meschdulessje)
- Auerfluß (Meschduretschje)
- Awiszen*
- Bagdohnen, 1938–1946: Kleinsausreppen (Peski)
- Balschkehmen*, 1938–1946: Balsken (Poretschje)
- Bidszuhnen/Bidschuhnen, 1938–1946: Bidenteich (Prigorodnoje)
- Camanten, 1938–1946: Kamanten (Klimowka)
- Darkehmen*, 1938–1946: Angerapp (Osjorsk)
- Demildszen, 1938–1946: Kleinkamanten (Sebschskoje)
- Emmahof (Bogdanowo)
- Endruschen, 1938–1946: Maiden (Lesnoje)
- Friedrichsfelde (Sapolje)
- Gailboden (Gurjewskoje)
- Groß Grobienen (Malaja Klimowka)
- Groß Pelledauen, 1938–1946: Jungferngrund (Minskoje)
- Gudwallen* (Lwowskoje)
- Hallwischken*, 1938–1946: Hallweg (Rjasanskoje)
- Kallnen, 1938–1946: Drachenberg (Nowo-Gurjewskoje)
- Klein Bretschkehmen, 1938–1946: Kleinbrettken (Tscheljuskino)
- Klein Darkehmen, 1938–1946: Schimmelhof
- Klein Grobienen
- Klein Pelledauen, 1938–1946: Kreuzstein (Fastowo)
- Klein Skirlack
- Kundszicken/Kundschicken, 1938–1946: Sandeck (Schischkino)
- Kunigehlen*, 1938–1946: Stroppau
 (Otradnoje)
- Mallenuppen, 1938–1946: Gembern (Sadoroschje)
- Menturren (Setschenowo)
- Menzelswalde
- Milchbude (Lesnitschje)
- Muldszehlen/Muldschählen, 1938–1946: Finkenwalde
- Naujeningken, 1938–1946: Kleingudwallen
- Naujocken, 1938–1946: Kleinauerfluß
- Neu Gudwallen (Iljino)
- Neu Thalau*
- Ottoberg (Netschajewo)
- Puikwallen, 1938–1946: Schönwall (Timofejewka)
- Schaumburgsfelde (Stawropolskoje)
- Schniepseln, 1938–1946: Schniepen
- Schunkarinn, 1938–1946: Schlieben (Doroschnoje)
- Ströpken (Uschakowo)
- Szameitschen, 1923–1946: Waldhorst
- Weedern (Suworowka)
- Wollehlen (Wolnoje)

Die evangelische Kirchengemeinde Darkehmen/Angerapp existiert seit 1945 nicht mehr. In der Zeit der Sowjetunion war alles kirchliche Leben untersagt.  

#### Kirchenbücher
Von den Kirchenbüchern des Kirchspiels Darkehmen aus der Zeit vor 1945 haben sich erhalten: Taufen (1852–1888), Trauungen (1872–1923) und Bestattungen (1850–1877), auch Namensverzeichnisse der Taufen (1797–1874/1935–1944) und Trauungen (1715–1887). Sie werden im Evangelischen Zentralarchiv in Berlin-Kreuzberg aufbewahrt.

#### Pfarrer
An der evangelischen Kirche in Darkehmen amtierten als Geistliche:
- Johann Groß, 1615–1649
- Friedrich Aldus, 1650–1657
- Heinrich Vorhoff, 1657–1701
- Christian Friedrich Vorhoff, 1659–1698
- Johann Heinrich Schöning, 1701–1709
- Johann Wilhelm Vorhoff (Sohn von 3.),
1709–1710
- Daniel Funck, 1710
- Christian Insemann, 1711–1729
- Christoph Schöneich, 1729–1730
- Samuel Schöneich, 1730–1731
- Christian Vlochatius, 1732–1774
- Johann Friedrich Koch, 1771–1784
- Carl Wilhelm Glogau, 1783–1795
- Christoph Andreas Wolf, 1796–1801
- Martin Friedrich Nazgardt, 1796–1816
- Christian Ludwig Schultz, 1801–1820
- Christian Friedrich Unverdorben, 1817–1849
- Friedrich Ed. H. Maletius, 1823–1828
- Eduard Gustav Albrecht, 1828–1830
- Otto Leo Cäsar Girod, 1830–1837
- Johann Christian Hennig, 1837–1862
- Andreas Rudolf Zippel, 1849–1868
- C. F. Rudolf Wilimzig, 1862–1868
- Carl Heinrich Fr. Schröder, 1868–1869
- Adolf Rogge, 1868–1886
- Gottfried Hermann Marold, 1869–1872
- Adolf Moritz Prellwitz, 1872–1875
- Carl Jacob Unterberger, 1876–1877
- August Heinrich Kirschstein, 1877–1878
- Louis Ernst Gustav Guddas, 1881–1882
- Paul August Ludwig Schultze, 1887–1898
- Wolfgang Kähler, 1887–1922
- Johann C. Gustav Kopetsch, 1899–1922
- Ernst Kucharski, 1922–1927
- Johannes Gemmel, 1923–1945
- Johannes Krause ? – 1936
- Gustav Boersch, 1927–1935
- Helmut Passauer, 1936–1945

### Kirchenkreis Darkehmen
Das Gebiet des Kirchenkreises Darkehmen gehörte ehemals zur Inspektion Insterburg (russisch: Tschernjachowsk). Zur Darkehmer Diözese selbst gehörten bis 1945 neun Kirchspiele, von denen heute sechs auf russischem und drei auf polnischem Staatsgebiet liegen:
- Ballethen (russisch: Sadowoje)
- Darkehmen, 1938–1946: Angerapp (russisch: Osjorsk)
- Dombrowken, 1938–1946: Eibenburg (polnisch: Dąbrówka)
- Groß Karpowen, 1938–1946: Karpauen (russisch: Nekrassowo)
- Kleszowen/Kleschowen, 1938–1946: Kleschauen (russisch: Kutusowo)
- Rogahlen, 1938–1946: Gahlen (polnisch: Rogale)
- Szabienen/Schabienen, 1938–1946: Lautersee (polnisch: Żabin)
- Trempen (russisch: Nowostrojewo)
- Wilhelmsberg (russisch: Jablonowka)

#### Superintendenten
In Darkehmen/Angerapp amtierten als Superintendenten:
- Christian Friedrich Unverdorben, 1821–1849
- Rudolf Andreas Zippel, 1861–1868
- Adolf Rogge, 1868–1886
- Wolfgang Kähler, 1887–1922
- Johannes Gemmel, 1923–1945

#### Evangelische Gemeinden nach 1990
In den 1990er Jahren entstand im Nachbarort Kadymka (Escherningken, 1938–1946 Eschingen) eine neue Gemeinde, die der Stadt Osjorsk am nächstgelegenen ist. Sie gehört zur ebenfalls neuerrichteten Propstei Kaliningrad in der Evangelisch-Lutherischen Kirche Europäisches Russland (ELKER). Das zuständige Pfarramt ist das der Salzburger Kirche in Gussew (Gumbinnen).

### Katholische Kirche
Die Pfarrgemeinde Darkehmen gehörte bis 1945 zum Bistum Ermland. Auch das katholische Gotteshaus wird nicht mehr als Kirche genutzt. Das Gebäude beherbergt einen Laden für Senioren und Veteranen.

## Söhne und Töchter der Stadt
- Julius von Groß (1812–1881), preußischer General
- Fritz von Farenheid (1815–1888), Gutsbesitzer und Kunstsammler
- Constanz Berneker (1844–1906), Organist und Komponist
- Eugen Dippe (1852–1919), Landrat im Landkreis Elbing
- Edgar Wutzdorff (1855–1923), Sanitätsoffizier und Medizinalbeamter
- Christian Rogge (1864–1912), evangelischer Theologe, Generalsuperintendent
- Gustav Bauer (1870–1944), Reichskanzler 1919–1920
- Hugo Kalweit (1882–1970), Richter
- Marta Baedeker (1889–1973), Verlagsbuchhändlerin
- Horst von Kruse (1891–1960), Landrat und Richter
- Gerhard Schultze-Pfaelzer (1891–1952), Schriftsteller und politischer Publizist
- Ernst Heinrich Schliepe (1893–1961), Komponist
- Heinz Ziegler (1894–1972), General der Artillerie im Zweiten Weltkrieg
- Martin Sperlich (1919–2003), Kunsthistoriker
- Manfred Peter Hein (1931–2025), Schriftsteller und Übersetzer
- Martin-Michael Passauer (* 1943), evangelischer Theologe, Generalsuperintendent von Berlin

## Patenschaft
Im Jahr 1954 hat die nordrhein-westfälische Stadt Mettmann die Patenschaft für die Kreisgemeinschaft Angerapp e. V. (im Bund der Vertriebenen) übernommen. In diesem Verein haben sich Flüchtlinge bzw. Vertriebene aus dem Kreis Darkehmen (Angerapp) in Ostpreußen zusammengeschlossen.